# Колеђо Санта Кроче (Тренто)
Колеђо Санта Кроче је насеље у Италији у округу Тренто, региону Трентино-Јужни Тирол.
Према процени из 2011. у насељу је живело 5 становника. Насеље се налази на надморској висини од 727 м.